# Joseph Adhemar
Joseph-Alphonse Adhémar (1797 - 1862) a fost un matematician francez cu importante contribuții în climatologie. A sugerat că glaciațiunile sunt cauzate de forțe astrofizice.
În domeniul geometriei descriptive, a promovat utilizarea axonometriei oblice, propusă anterior și de Gérard Desargues.
Aceasta și-a găsit un câmp vast de aplicații în cristalografie.
A fost primul care a avut ideea de a se construi o cale ferată de centură în jurul Parisului.

## Scrieri
- Cours de mathématiques
- Perspectives linéaires (1838).